# Cantó de Montreuil
El cantó de Montreuil és un cantó francès del departament del Pas de Calais, situat al districte de Montreuil. Té 17 municipis i el cap és Montreuil-sur-Mer.

## Municipis
- Beaumerie-Saint-Martin
- La Calotterie
- Campigneulles-les-Grandes
- Campigneulles-les-Petites
- Cucq
- Écuires
- Lépine
- La Madelaine-sous-Montreuil
- Merlimont
- Montreuil-sur-Mer
- Nempont-Saint-Firmin
- Neuville-sous-Montreuil
- Saint-Aubin
- Saint-Josse
- Sorrus
- Le Touquet-Paris-Plage
- Wailly-Beaucamp

## Història
| Data d'elecció                           | Identitat    | Partit                         | Qualitat |
| ---------------------------------------- | ------------ | ------------------------------ | -------- |
| 1945-1949                                | M. Delbé     | MRP                            |          |
| 1949-19..                                | M. Alquier   | RGR                            |          |
| 19..-1979                                | Henri Elby   | radical, després divers droite |          |
| 1979-1994                                | M. Krajewski | PS                             |          |
| 1994-                                    | Bernard Pion | RPR, després UMP               |          |
| les dades anteriors no són pas conegudes |              |                                |          |
|                                          |              |                                |          |

## Demografia
| A partir de 1990: Població sense dobles comptes |